# Parafia św. Katarzyny Aleksandryjskiej w Toszku

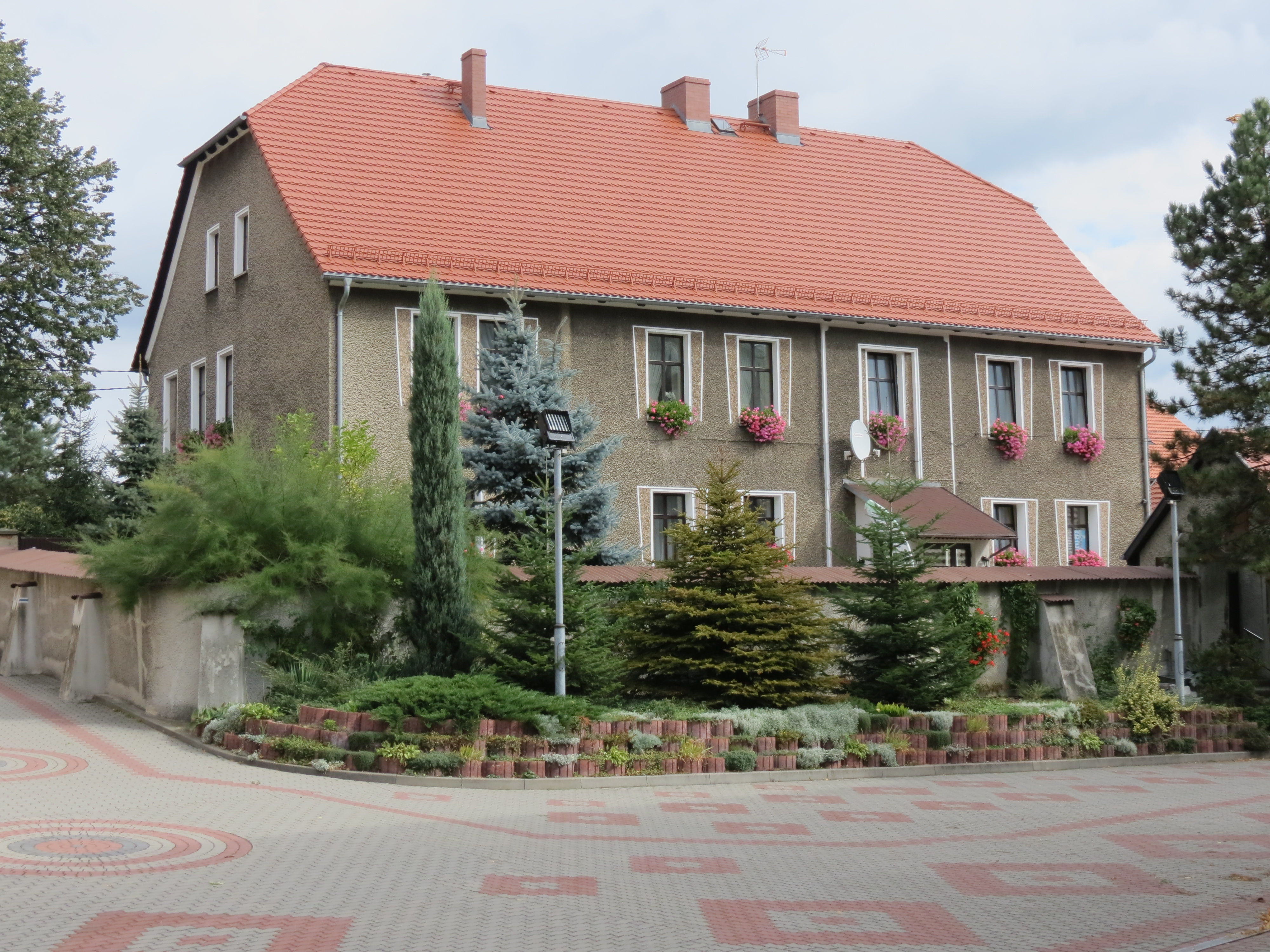
Plebania, siedziba parafii

Parafia św. Katarzyny Aleksandryjskiej – rzymskokatolicka parafia znajdująca się w Toszku. Parafia należy do diecezji gliwickiej i dekanatu Toszek.

## Miejscowości i ulice należące do parafii
- Toszek: Boczna, Chrobrego, Dworcowa, Dzierżonia, Eichendorffa, Gliwicka, Głowackiego, Górnośląska, Ludwiga Guttmanna, Harcerska, ks. Jana Twardowskiego, Kilińskiego, Kolejowa, Konopnickiej, Kościelna, Krasińskiego, Leśna, Ludowa, K. Miarki, Mickiewicza, Miła, Młyńska, G. Morcinka, Ogrodowa, Oracze, Piastowska, Poddworcowa, Podwale, Poprzeczna, Powstańców, Ratuszowa, Reymonta, Rynek, Sarnowska, Skłodowska, Słowackiego, Stary Młyn, Strzelecka, Szewska, Tarnogórska, Wąska, Wiejska, Wielowiejska, Wilkowicka, Wolności, Zamkowa
- Boguszyce: Łąkowa, Osiedlowa, Polna, Ujazdowska, Wiejska
- Ciochowice: Boczna, Dworcowa, Krótka, Leśna, Nad Potokiem, Osiedlowa, Szkolna, Toszecka, Wiejska, Wysoka, Grabów: Gliwicka
- Kotliszowice: Szkolna, Wiejska, Wielowiejska
- Pisarzowice: Górna, Kolejowa, Leśna, Ogrodowa, Polna, Toszecka, Wiejska
- Sarnów: Stawowa, Wiejska
- Wilkowiczki: Górna, Kotliszowicka, Leśna, Osiedlowa, Polna, Toszecka, Wiejska

## Duszpasterze
Proboszczowie
- ks. M. Fischer - (1874 - 1875)
- ks. Rudolf Simon -  (1875 - 1896)
- ks. Hoffmann - (1896 - 1900)
- ks. Franz Rother - (1900 - 1919)
- ks. Józef Zachlod - (1919 - 1936)
- ks. Tomasz Labusz - (1937 - 1963)
- ks. Ludwik Zettelman - (1964 - 1978)
- ks. Gerard Wenzel - (1978-08-22 - 1995-08-27)
- ks. Marian Piotrowski - (1995-08-28 - 2015-06-29)
- Ks. Sebastian Bensz - (2016-09-01

Rezydenci
- ks. Marian Wróblewski - (od 01.09.2002 - nadal)

### Duchowni pochodzący z parafii
| Kapłani - ks. Hubert Muschalek - 1935 - ks. Georg Kurowski - 1937 - ks. Werner Szygula - 1959 - ks. Henryk Majcher - 1979 - ks. Zbigniew Połatajko - 1980 - ks. Rafał Przybyła - 2007 | Zakonnicy - o. Alfons Kusz OFM - 1956 - o. Helmut Golombek OFM - 1958 - o. Jan Witecy OFM - 1959 - ks. Krystian Golisz SDS - 1984 - ks. Mieczysław Kijaczek SDS - 1985 - ks. Wiktor Primus SDS - 1985 - ks. Engelbert Hatlapa SDS - 1986 - ks. Norbert Gajda SVD - 1991 - o. Waldemar Polczyk OFM 1992 |

## Grupy działające w parafii
- Ministranci
- Dzieci Maryi
- Grupa młodzieżowa
- Schola Piccoli Cantori Di Dio
- Schola Gaudium
- Orkiestra Dęta Toszek
- Chór Tryl
- Grupa Małżeńska
- Krąg Biblijny
- Apostolstwo Modlitwy
- Trzeci Zakon św. Franciszka
- Caritas

## Kościoły i kaplice mszalne
- Kościół św. Katarzyny Aleksandryjskiej - kościół parafialny
- Kościół św. Barbary (na cmentarzu przy ul. Parkowej)
- Kaplica pod wezwaniem Matki Boskiej Fatimskiej w Pisarzowicach

## Cmentarze
- Cmentarz parafialny przy ul. Parkowej w Toszku.
- Cmentarz komunalny przy ul.Wielowiejskiej Toszku.
- Cmentarz żydowski przy ul. Wielowiejskiej w Toszku.

## Księgi metrykalne
Parafia prowadzi księgi ślubów od 1766 roku oraz chrztów i zgonów od 1789 roku